# Deildartunguhver
Deildartunguhver és un brollador d'aigües termals situat a Reykholtsdalur, Islàndia. Es caracteritza per un alt cabal d'aigües termals (180 litres / segon) i perquè l'aigua emergeix a 97 °C. És l'aigua termal amb més flux d'Europa. Part d'aquesta aigua es fa servir per a la calefacció de les llars, i és transportada per canonada a Borgarnes i a Akranes, a 34 i 64 quilòmetres del brollador respectivament.
Una falguera anomenada "falguera dura", Blechnum spicant, creix a prop de Deildartunguhver. Aquest falguera només creix en aquest lloc d'Islàndia.